# Muriel, il tempo di un ritorno
Muriel, il tempo di un ritorno (Muriel, ou le temps d'un retour) è un film del 1963 diretto da Alain Resnais.

## Trama
Una donna borghese ritrova dopo anni un suo amante e si illude di poter rivivere la passione, ma costui è accompagnato da una giovane. Il figliastro della donna è ossessionato dai ricordi della guerra d'Algeria, dove aveva torturato una ragazza, Muriel.

## Critica
Paolo Mereghetti (1993): *½
«... il racconto risulta opaco e ostile, inutilmente confuso e terribilmente accidioso. Certo non il miglior film di Resnais...»
Nell'edizione 2014 del suo dizionario dei film, lo stesso Paolo Mereghetti assegna invece al film ***½, definendolo
«... Uno dei capolavori del regista, ...»

## Riconoscimenti
- 24ª Mostra internazionale d'arte cinematografica di Venezia
  - Miglior interpretazione femminile (Delphine Seyrig)